# Redactem
《Redactem》是由僾略特開發的独立平台游戏。2016年7月8日，該遊戲成為IndieGameStand最高評分的遊戲。
在2015年，Redactem的發展開始。2016年7月8日，該遊戲成為IndieGameStand最高評分的遊戲。 隨後於2016年8月1日發布給Steam。根據Steam Spy，截至2017年6月15日，Redactem擁有超過10萬名業主，每場平均時間為43分鐘。該遊戲的平均用戶評級為63％。